# Wolf (bier)
Wolf is een Belgisch bier van hoge gisting van Brouwerij Wolf uit Aarschot.

## Geschiedenis
Op 21 februari 2009 stelde Brouwerij Lupus de eerste bieren officieel voor. Aanvankelijk werden de bieren gebrouwen bij Microbrouwerij Achilles te Itegem. In september 2010 werd een eigen brouwinstallatie in gebruik genomen in Aarschot. Daarin wordt van de eigen bieren voorlopig enkel Wolf 9 gebrouwen. Sinds 2010 wordt ook samengewerkt met stadsbrouwerij Het Anker (Mechelen) waar Wolf 7 en Wolf 8 worden gebrouwen.

## Bieren
- Wolf 7 is een blond bier met een alcoholpercentage van 7,4%
- Wolf 8 is een donkerbruin bier met een alcoholpercentage van 8,5%
- Wolf 9 is een amberkleurig bier met een alcoholpercentage van 9%
- Wolf Black, premium pils van 5,6%
- Wolf Carte Blanche, blond bier met 5 hopsoorten d.m.v. dryhopping techniek van 8,5%
- Wolf Christmas, donkerbruin kerstbier met een alcoholpercentage van 8,5%